# Elecciones generales de Cuba de 1916
Las elecciones generales de Cuba se llevaron a cabo el 1 de noviembre de 1916. El presidente incumbente, Mario García Menocal, fue reelegido para un segundo mandato, derrotando a Alfredo Zayas y Alfonso. Los partidos Liberales obtuvieron mayoría en la Cámara de Representantes, pero en el Senado los conservadores obtuvieron 8 de los 12 escaños. En la actualidad, se considera ampliamente que García Menocal cometió fraude, y que Zayas fácilmente habría ganado estas elecciones.